# インテグラル (宇宙望遠鏡)
インテグラル（INTErnational Gamma-Ray Astrophysics Laboratory、INTEGRAL）は、欧州宇宙機関 (ESA) が運営し地球の周囲を周回している、ガンマ線観測人工衛星である。
2002年に、宇宙から来る強い放射線を検出するために打ち上げられた。これまで打ち上げられた中で、最も感度の良いガンマ線観測装置である。
インテグラルは、ESAがロシア連邦宇宙局 (FKA) およびアメリカ航空宇宙局 (NASA) と共同で進めているミッションである。謎の「鉄クエーサー」の検出等、いくつかの顕著な業績を挙げている。またガンマ線バーストやブラックホールの実在の証拠の調査等でも大きな成功を収めている。

## ミッション
ガンマ線やX線は地球の大気を通過できないため、直接宇宙から観測する必要がある。インテグラルはカザフスタンのバイコヌール宇宙基地から打ち上げられた。2002年にプロトン-DM2ロケットで発射されて高度700kmまで運ばれ、その後備えられたスラスタで放射帯を通過した。
インテグラルは、軌道周期72時間で、近点1万km、遠点15万3000kmの、離心率が大きい軌道で公転する。近点は地球の磁場の中であり、観測はこの領域の外で行なわれる。光が遮られる時間を減らし、また地上管制局に面する時間を最大にするために、遠点は北半球に位置している。
制御はドイツのダルムシュタットにある欧州宇宙運用センターで行われ、地上管制局はベルギーのルデュとカリフォルニア州のモハーヴェ砂漠にある。燃料の消費は予想内にある。インテグラルは2.2年間の予定運用期間を無事終え、2012年には運用10周年を達成した。
インテグラルは再突入まで200年はかかる軌道を周回していたが、運用終了から25年以内に大気圏に落下させなければならないというスペースデブリのガイドラインを遵守（インテグラルはこのガイドライン作成前に設計・打ち上げが行われため、守る必要は無かったが実施）するため、15年で落下するように2015年1月から2月にかけて軌道制御を4回実施することになった。遠地点高度を引き下げることにより、再突入は2029年になる予定。燃料が尽きる2020年代初めまで科学観測は続ける予定。
2020年7月、インテグラルはセーフモードに突入した。スラスターが使用できなくなったことが原因。通常、姿勢制御にはリアクションホイールが使用されるが、蓄積された角運動量は2-3日毎にスラスターを使用してアンローディングされる。インテグラルのスラスターは使用できなくなったが、太陽光の圧力を利用してアンローディングを行う「Z-flip」アルゴリズムが開発され、以降も観測を実施できる見込み。チームはCovid-19のパンデミックのため、自宅から復旧にあたった。
2021年9月22日正午ごろ、インテグラルは緊急セーフモードに突入した。荷電粒子が電子回路などに突入すると、メモリが1bitだけ書き換わるシングル・イベント・アップセットと呼ばれる現象が発生することがある。これによりリアクションホイールの1つが停止し、ホイールに蓄えられていた角運動量によって衛星が毎分約17度(約21分で1回転、通常の姿勢制御の5倍の速度)で回転を始めた。姿勢の乱れによって通信が安定せず、復旧が困難になり、太陽電池による発電が行われず、バッテリーの残量は残り3時間にまで低下した。このトラブルの復旧後、再びインテグラルは回転を開始した。これの原因は判明していないが、衛星の姿勢を検出するスタートラッカのトラブルが関係していると考えられている。

## 宇宙船
宇宙船本体には、XMM-Newtonの機体が流用されている。これにより、開発費が削減され、地上施設との統合も簡素化された。しかし、ガンマ線とX線による長期間曝露に対策したため、インテグラルはこれまでESAが打ち上げた中で、最も重量の重い科学ペイロードとなった。
本体の大部分は複合体から構成されている。エンジンはヒドラジンの単元推進装置で、4つの外部タンクに544kgの燃料を含む。チタン製のタンクには30℃で2.4メガパスカルのガスを充填できる。姿勢制御は、恒星追跡装置、複合太陽センサ、モーメンタム・ホイールによって行われる。広げると16mの長さになり、2.4kWの電力を産み出す2枚の太陽電池を備え、予備として2つのニッケル・カドミウム蓄電池も積んでいる。
ペイロード部分も複合体から構成されている。剛体基礎が検出器の複合体を支え、H字型の構造が検出器から約4m離れた符号化マスクを支えている。ペイロードは本体とは別々に製造、試験ができ、費用の節減に役立っている。
主要な製造企業はタレス・アレーニア・スペースである。

## 装置
複数の帯域で対象を観測するために4つの装置が配置されている。符号化マスクは、スペインのバレンシア大学が主導して開発した。

### IBIS
インテグラルの撮像装置IBIS (Imager on-Board the INTEGRAL Satellite) は、15キロ電子ボルト（硬X線）から10メガ電子ボルト（ガンマ線）の範囲を観測する。機械的分解能は12分であるが、デコンボリューションによって1分にまで下げることが可能である。95×95の長方形のタングステンのタイルが検出器の3.2m上に置かれている。検出器のシステムは、前側に128×128のカドミウム-タングステンタイル（ISGRI、軟ガンマ線撮像装置）、後側に64×64のカドミウム-ヨウ素タイル（PICsIT、カドミウム-ヨウ素望遠鏡）が置かれている。ISGRIは500キロ電子ボルトの感度であり、PICsITは10メガ電子ボルトになる。両者はタングステンと鉛のパッシブシールドに囲まれている。

### SPI
インテグラルの主要な分光計はSPI (SPectrometer for INTEGRAL) である。20キロ電子ボルトから8メガ電子ボルトの放射線を観測できる。SPIは六角形のタングステンのタイルでできた符号化マスクから構成されており、検出器平面の19個のゲルマニウム結晶の上にある。ゲルマニウム結晶は機械システムを冷却し、エネルギー解像度を1メガ電子ボルト当たり2キロ電子ボルトにしている。

### SPI ACS
IBISとSPIには、背景放射を抑える方法が必要である。SPI ACS (AntiCoincidence Shield) は、マスクシールドと検出器シールドから構成されている。マスクシールドはプラスチックのシンチレーター層であり、タングステンタイルの後ろに置かれ、放射がタングステンに衝突した際に発生する二次放射を吸収する。検出器シールドはビスマス-カドミウムのシンチレーターで、SPIの側面と後ろを囲んでいる。

### JEM-X
2つのJEM-X (Joint European X-Ray Monitor) ユニットは、3から35キロ電子ボルトの硬軟のX線を観測し、観測対象についての追加の情報を提供してくれる。スペクトルのカバー範囲が広い上に、波長が短いため画像がより正確である。検出器は、マイクロストリップの中のキセノンとメタンのガスシンチレーターである。

### OMC
インテグラルには、500から850ナノメートルに感度を持つ光学モニターOMC (Optical Monitor) が搭載されており、明るい観測対象の活動の様子や状態を記録することができる。

### IREM
インテグラルには、較正を行なうために軌道のバックグラウンドを記録するための放射環境モニターIREM (INTEGRAL Radiation Environment Monitor) も搭載されている。IREMは電子と陽子のチャネルを持ち、宇宙線を検出することができる。バックグラウンドが規定のしきい値を超えると、IREMは装置を停止する。